# Giovanni De Vecchi

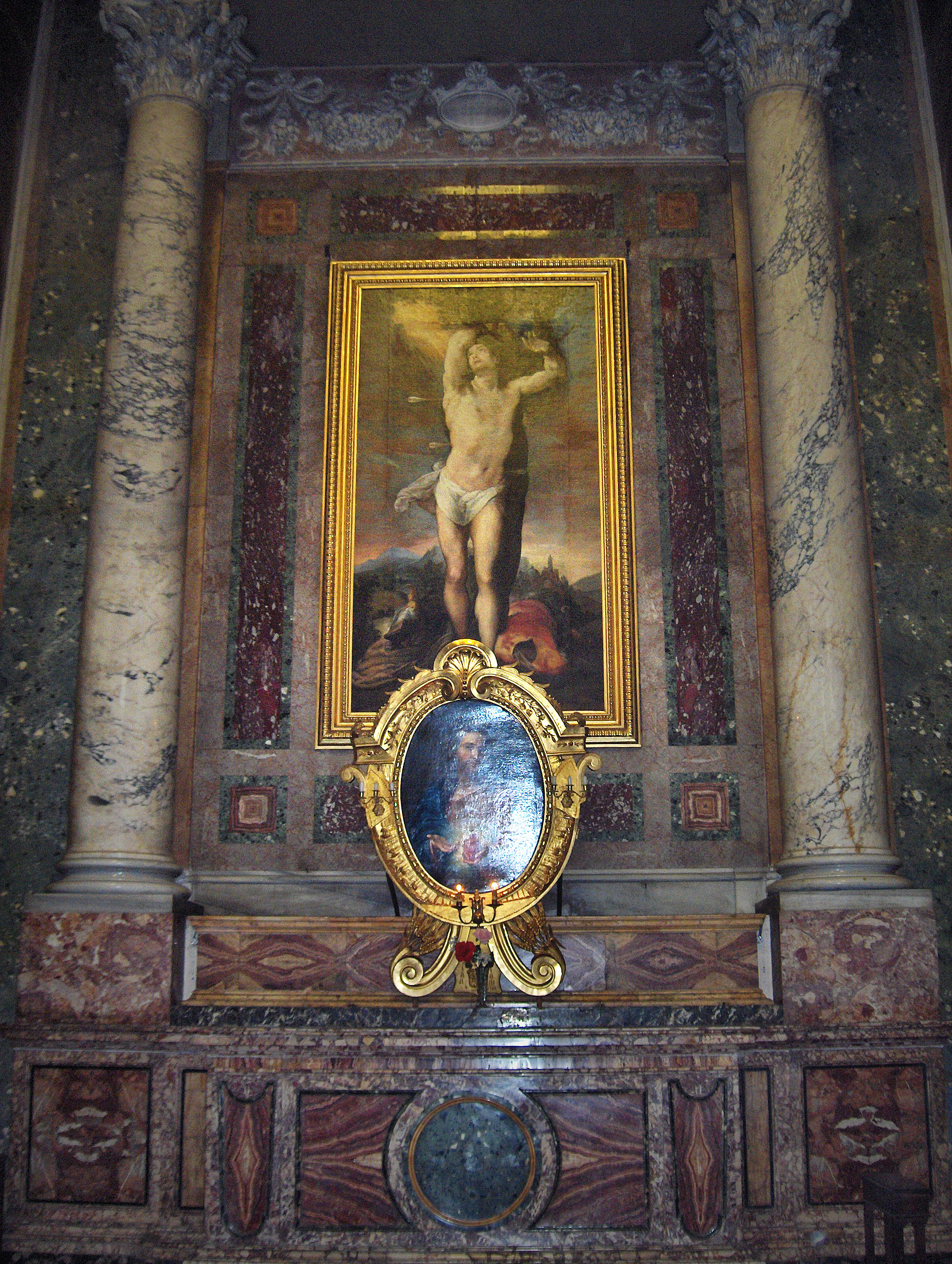
Basilica di Sant'Andrea della Valle, Roma; San Sebastiano, opera probabilmente eseguita un anno prima della morte, nel 1614

Giovanni De Vecchi (Borgo Sansepolcro, 1536 circa – Roma, 13 aprile 1614) è stato un pittore italiano del tardo Rinascimento.

## Biografia
Nato a Borgo Sansepolcro (ADP, b. 25, n. 79, 2 marzo 1598) Giovanni De Vecchi ebbe il suo apprendistato con Raffaellino del Colle e con Taddeo Zuccari; con quest'ultimo decorò gli interni di Villa Farnese a Caprarola, complesso monumentale dell'estetica manierista. La sua formazione fu influenzata anche dalla pittura di Rosso Fiorentino.
Eseguì alcuni dipinti sulla Vita di S. Girolamo nella Basilica di Santa Maria in Aracoeli a Roma per la famiglia Dolfin.
Pala d'altare raffigurante san Diego d'Alcalà nella cappella Cenci dedicata a san Lorenzo e san Diego d'Alcalà nella Basilica di Santa Maria in Aracoeli a Roma.
Uno dei suoi lavori più importanti fu la decorazione della cupola e dei pennacchi della chiesa del Gesù, successivamente sostituita dagli affreschi seicenteschi, di cui sono pervenute le testimonianze dei contemporanei Giovanni Baglione e Gaspare Celio; un dipinto di Sacchi al Museo di Roma, documenta l'interno della chiesa con la precedente decorazione. De' Vecchi eseguì tutti i cartoni, ma affrescò solamente i quattro Dottori della Chiesa (Ambrogio, Agostino, Girolamo e Gregorio Magno) nei pennacchi. Anche il mosaico per la tribuna della basilica di S. Pietro con S. Giovanni. e S. Luca è basato sui suoi cartoni. Contribuì inoltre agli affreschi dell'Oratorio del Crocifisso a Roma.
Divenne uno dei più autorevoli membri dell'Accademia di S. Luca e nel 1596 fu eletto principe dell'Accademia.
Figura di spicco nella società artistica dell'epoca, ebbe numerosi e importanti incarichi, anche se parte della sua opera è andata perduta.
Morì il 13 aprile 1615 a Roma. Tra i pittori che subirono la sua influenza, si annovera presumibilmente il Cavalier d'Arpino, che si ispirò al San Sebastiano esposto nella chiesa di S. Andrea della Valle per una sua realizzazione dello stesso soggetto nel 1617 circa.